# Тайгет
 Тази статия е за планината.  За гръцкия андарт вижте Теодорос Мандувалос.  
Таѝгетос (на гръцки: Ταΰγετος), Тайгет  или Πενταδάκτυλος, Пентадактилос) е планина в Южна Гърция, най-високата планинска верига на полуостров Пелопонес. Най-високият ѝ връх е Профитис Илиас (на гръцки: Προφήτης Ηλίας) с надморска височина 2407 m.

## Географска характеристика

### Положение, дялове
Планинската верига Тайгетос се простира от север на юг между селата Леонтари в Аркадия и Итило в Мани на протежение от 72 km, ширина до 30 km и площ около 2500 km². Тя се разделя на три основни дяла:
- Северен с дължина около 30 km – южно от Леонтари до линията при клисурата Лангада край Спарта и долината на река Недон в Южна Месения. Най-висок връх в този дял Гу̀вес (Ксерову̀на, 1852 m) северно от Лангада.
- Централен с дължина около 27 km – на юг от Лангада до линията при селата Кастания и Милия. В този дял е разположен най-високият връх на Тайгетос, Профитис Илиас (2407 m).
- Южен с дължина около 15 km – на юг от селата Кастания и Милия, до Итило в Мани. Най-висок връх в този дял Зѝзали (Кувено̀ва, 1468 m) над село Сидирокастро.

### Върхове
По-високите върхове на Тайгетос са: Сидиро̀кастро (Σιδηρόκαστρο 2157 m), Спанака̀ки (Σπανακάκι, 2024 m), Нераидову̀ни (Νεραϊδοβούνι, 2025 m), Гу̀пата (Γούπατα, 2032 m), Ата̀нати ра̀хи (Αθάνατη ράχη, 2340 m), Халасмѐно (Χαλασμένο, 2204 m), Лагану̀ (Λαγανού, 1511 m), Лепену̀ (Λεπενού, 1480 m), Грамѐни пѐтра (Γραμμένη πέτρα, 1597 m), Гу̀вес, още Ксерову̀на (Γούβες, Ξεροβούνα, 1852 m), Нераидо̀врахос (Νεραϊδόβραχος, 1680 m), Зѝзали, още Кувено̀ва (Ζίζαλι, Κουβενόβα 1468 m) и Ксерову̀на (Ξεροβούνα, 1784 m).

### Геоложки строеж
Тайгетос е изграден основно от варовици и кристалинни шисти. Върховете му са остри, зъбати, а склоновете предимно стръмни. Силно развити карстови форми на релефа.

### Климат и води
Климатът на Тайгетос е средиземноморски, със значителни снеговалежи през зимата. Въпреки голямото разпространение на карбонатните скали в планината, Тайгетос е богата на води.

### Флора
Преобладаващите дървесни видове са елата (Abies cephallonica) и черния бор (Pinus nigra). Освен тях ниските части на склоновете са обрасли с храсталаци (фригана и макия), нагоре са развити горички от кестен и дъб, а най-високите части са заети от остепнени планински пасища. Притежава голямо богатство на флората и фауната, като измежду видовете 25 са ендемични, като освен това е и междинна база за прелетните птици.

### Екологични проблеми и защитени територии
Тайгетос, както и повечето райони на Гърция, е засегнат от редица екологични проблеми, между които незаконна сеч, пожари, мелиорации и прекомерна паша, което пречи на естественото възобновяване на горите, както и от добив на кариерни материали, прокарване на пътища и незаконно строителство, което променя необратимо околната среда. Опустошителните пожари през 2005 г. и 2007 г. са унищожили голяма част от горските масиви по централния западен склон, като са се запазили само около половината от тях.

### Селища
По склоновете на Тайгетос се разполагат редица малки селища със собствен местен облик, а в източното му подножие е разположен град Спарта. Недалеч от Спарта, в самото подножие на планината се намират руините на средновековния град Мистра.

## История
Тази планинска верига е свързана с античната древногръцка митология. Името ѝ произлиза от Тайгета, една от седемте Атлантиди или Плеяди, дъщеря на Атлантис и на Плейона. Според други версии, Тайгети е била съпруга на Лакедемонис и майка на Еврота.
През византийския период, планината е била наречена с името Пентадактилос, по формата на петте най-високи върха. През периода на нашествието на кръстоносците тя е получила името Зигос или Мелигу, по името на славянското племе милинги, което заедно с останалите славянофони езерци се заселило тук. По време на Въстанието през 1821 г., планинската верига е била наричана Агиолиас о макринос (Господар на хоризонта), поради дългото ѝ било, докато в най-ново време е наричана отново с древното ѝ име, Тайгетос. Гръцките моряци, които са наблюдавали върховете ѝ, са я наричали Вуно тис Монис (Планината на Монис).

## Туризъм
В местността св. Варвара на 1540 m н.в. е изграден заслон с 24 места, стопанисван от Ε.Ο.Σ. Спарта. Открит е на 8 юли 1962 г. До него се стига от село Палеопанагия (280 m н.в.) по горски път покрай колибите Крионери (старо име Поляна, 840 m н.в.) до разклона при планинския водоизточник Манганяри (980 m н.в.), до тук 15.5 km. От разклонът към заслона води горска пътека, 1:30 h.